# Raymonde de Laroche
Elise Raymonde Deroche (n. 22 august 1882 la Paris – d. 18 iulie 1919 la Le Crotoy) a fost un aviator francez, prima femeie din lume care a obținut o licență de pilotaj aparate de zbor.
Fascinată de realizările fraților Wright, decide să ia lecții de zbor.
La 8 martie 1910 obține licența din partea aeroclubului francez.
Deși multe din zborurile sale s-au soldat cu accidente, și-a urmărit vocația cu fermitate.
Cu toate acestea, femeie fiind, s-a lovit de concepțiile misogine ale epocii.
Astfel, în Primul Război Mondial nu i s-a permis să piloteze avioane și a fost nevoită să fie activă doar ca șofer militar.
A stabilit două recorduri: unul de altitudine în zbor susținut de femei (4800 m) și unul de distanță (323 km).
Și-a pierdut viața într-un zbor experimental.
În memoria ei, în fiecare an, în jurul datei de 8 martie (Ziua Internațională a Femeii și ziua când Raymonde de Laroche a obținut licența de zbor) se sărbătorește Săptămâna Internațională Femeii Aviatoare.